# دشيلة
دَشيْلَة أو آآکل الروث هو جنس من الأسماك شعاعية الزعانف تنتمي إلى فصيلة السكات. توجد في منطقة المحيطين الهندي والهادئ. لحمها متوسط الصنف مأكول.